# Tabanus fuscofasciatus
Tabanus fuscofasciatus är en tvåvingeart som beskrevs av Macquart 1838. Tabanus fuscofasciatus ingår i släktet Tabanus och familjen bromsar. Inga underarter finns listade i Catalogue of Life.